# Jorge Eduardo
Jorge Eduardo Alves de Souza (Rio de Janeiro, 1936), também conhecido como Jorge Eduardo, é um publicitário e pintor brasileiro. Considerado um autodidata em pintura, dedica-se exclusivamente à arte a partir dos anos 1980 e participa de exposições na América do Norte e Europa, alcançando destaque.
É o criador de Bandeira do Brasil, obra danificada no contexto das invasões bolsonaristas às sedes do governo, em 2023.